# Pathé Utrecht Leidsche Rijn
Pathé Utrecht Leidsche Rijn is een Nederlandse bioscoop in Utrecht. Het gebouw bevindt zich aan het Berlijnplein, op het dak van de Leidsche Rijntunnel in de A2.

## Geschiedenis
Het gebouw werd geopend op 18 september 2015, toen onder de naam CineMec Utrecht, met de bijnaam "de Sterrenkijker". Sinds 2014 is CineMec onderdeel van Pathé Nederland en sinds mei 2018 draagt de bioscoop de huidige naam. Net als CineMec Ede en CineMec Nijmegen (die op 5 december 2015 open ging) heeft het een rode buitengevel. De bioscoop heeft zeven zalen (1867 stoelen), waarvan de grootste ruim 660 bezoekers kan herbergen. Bij evenementen is soms ook het dakterras met uitzicht op de stad open. Sinds 2017 wordt in de zomer elke avond op het dak een film vertoond.
Op 18 augustus 2015 werd bekend dat de bioscoop ook een locatie van het Nederlands Film Festival zou zijn.
Op 18 juli 2025 werd de IMAX zaal (zaal 1) geopend voor publiek met de film Superman.